# Achyranthes mangarevica
Achyranthes mangarevica ist eine vermutlich ausgestorbene Pflanzenart aus der Gattung Achyranthes innerhalb der Familie der Fuchsschwanzgewächse (Amaranthaceae). Sie war auf der Gambierinsel Mangareva im Südpazifik endemisch.

## Merkmale
Achyranthes mangarevica war ein kleiner Baum, der eine Höhe von 5 bis 7 Metern erreichte. Die Rinde war grün bis grau. Die länglichen, gespitzten, gegenständig angeordneten Laubblätter waren ungefähr 8 Zentimeter lang und hinterließen kreisrunde Narben auf den kleinen Ästen. Die Blüten saßen dicht gedrängt in gegenständigen Ähren und bildeten regelmäßig verzweigte, endständige Rispen. Die einzelnen Blüten waren ungefähr 4 Millimeter lang mit 5 strohfarbenen dünnen Blütenhüllblättern, die an der Außenseite mit dichten, langen, weichen, cremeweißen Härchen bedeckt waren. Die 5 Staubblätter und 5 handförmigen Staminodien waren an der Basis zu einem Staubblattring verwachsen.

## Lebensraum
Der Lebensraum von Achyranthes mangarevica war ein Feuchtwald an einem Basalthang am Mount Mokoto auf Mangareva in 290 m Höhe.

## Taxonomie und Status
Achyranthes mangarevica wurde 1936 von Karl Suessenguth in Occasional Papers of Bernice Pauahi Bishop Museum of Polynesian Ethnology and Natural History Band 12, Nr. 3, Seite 3 erstbeschrieben.
Seit ihrer Entdeckung im Jahre 1934 wurde diese Art nicht mehr nachgewiesen. Ein großer Teil des Lebensraumes, in dem diese Art vorkam, wurde durch Feuer und Ziegenfraß weitgehend zerstört.